# Don't Talk to Strangers
Don't Talk to Strangers é um filme de 1994 (Estados Unidos) com direção de Robert Lewis.

## Sinopse
Após se divorciar do marido violento, professora ganha a guarda do filho, mas acaba por se envolver com um aluno. O marido, sabendo disso, faz de tudo para reaver o filho.